# Pere Joan Ventura
Pere Joan Ventura Carol (Castellar del Vallés, Barcelona, 29 de enero de 1946 - Castellar del Vallés, 28 de julio de 2025) fue un cineasta español vinculado al cine social. Fue reportero gráfico, realizador y editor en Televisión Española además de director y guionista de documentales. En 2003 logró el Premio Goya al Mejor Documental con El efecto Iguazú sobre los trabajadores en paro de Sintel que acamparon en la Castellana de Madrid dirigido por Ventura y con guion escrito por el cineasta y su compañera Georgina Cisquella. En 2015 dirigió No estamos solos, un documental producido por Pere Portabella y El Gran Wyoming sobre los movimientos sociales de los últimos años en España.

## Trayectoria
Estudió Técnica y Lenguaje cinematográfico en Barcelona y fue miembro fundador del colectivo "Grup de Producció" dedicado al rodaje de material informativo para TV extranjeras y cortometrajes. 
En 1977 empezó a trabajar en Televisión Española de Cataluña como operador de cine y reportero gráfico, posteriormente se incorporó a TVE en los Servicios Informativos y desempeñó funciones de realizador y editor en programas como Quien sabe dónde, Buscados con cargo o Los años vividos (Premio Ondas 1992).
Fue ayudante de cámara con el director de cine Pere Portabella y ayudante de dirección en diversas películas de Vicente Aranda como El amante bilingüe o Intruso. además de también uno de los referentes del cine clandestino rodado en los años 70.
En 2003 logró el Premio Goya al Mejor Documental con El efecto Iguazú sobre los trabajadores en paro de Sintel que acamparon en la Castellana de Madrid dirigido por Ventura y con guion escrito por el cineasta y su compañera Georgina Cisquella.
En 2004 participó en Hay motivo una serie de 32 cortometrajes producidos en febrero de 2004 y proyectados a partir del 9 de marzo en los que se critican diversos aspectos de la realidad social española y, sobre todo, al gobierno del Partido Popular en distintos temas sociales y políticos. También en 2004 participó en  "Un mundo a cada rato"  documental producido por Tus Ojos en colaboración con UNICEF para contribuir a la protección de los derechos de la infancia en el mundo con el segmento "La vida efímera" rodado en Guinea Ecuatorial.
En 2015 dirigió No estamos solos, un documental producido por Pere Portabella y El Gran Wyoming en el que se recogen diferentes historias, personales y grupales, sobre algunos de los movimientos sociales más relevantes de los últimos años, desde la Marea Blanca a la Plataforma de Afectados por la Hipoteca, pasando por La Solfónica o las Comadres de Gijón.
El último documental que dirigió fue Un vaso de agua para Elio (2023), que trata la historia del maqui italiano Elio Ziglioli, abatido por la Guardia Civil en Castellar del Vallès en 1949.
Recibió en 2023 la Medalla de la Vila otorgada por el ayuntamiento de Castellar del Vallès, por su trayectoria de lucha antifranquista y defensa de las libertades y de los derechos sociales en el mundo del cine.

## Filmografía
- 1970. Les cadires: cortometraje 16mm

Sidón mata a Basora: largometraje inacabado 16mm.
- 1979. L’Ajuntament de Barcelona. noticiario producido por el Instituto de Cine Catalán en 35mm y codirigido con Georgina Cisquella.

- 1980. Badalona contaminació: cortometraje producido por el Instituto de Cine Catalán en 35mm.

- 1981. Diada Nacional de Catalunya. Noticiario producido por el Instituto de Cine Catalán y codirigido con Antoni Marti.

- 1990-92. Los años vividos. Realizador de la serie de TVE de diez capítulos en 35 mm.  Premio Ondas Internacional 1992

- 1993-97. Quién sabe dónde. Editor y subdirector de este programa de TVE.

- 1995. Subcomandante Marcos: viaje al sueño zapatista. documental (30´)

- 1997. Buscados con cargo. Editor y subdirector de este programa de TVE.

- 1998. Guatemala: la hora de la verdad; documental (50´) apoyado por ECHO (Comunidad Europea) y Cruz Roja Española. Emisión en TVE: 20 de marzo de 1999

- 1999. Me estoy quitando, Documental (50´) producido para la ONG Madrid Positivo, emitido por Telecinco.
- 2003.  El efecto Iguazú. Documental
- 2004. Hay motivo. Documental.
- 2004. En el mundo a cada rato. Documental codirigido por Patricia Ferreira, Pere Joan Ventura, Chus Gutiérrez, Javier Corcuera y Javier Fesser
- 2013. Plou i fa sol. Documental.
- 2015. No estamos solos. Documental.
- 2023. Un vaso de agua para Elio. Documental

## Premios
- 1992 Los años vividos. Premio Ondas
- 2003 El efecto Iguazú. Director y Coguionista. Premio a la mejor película documental XVII edición de los Premios Goya.